# Koldkærgård
Koldkærgård ligger i Kasted Sogn, Hasle Herred, Århus Kommune. Koldkærgård blev i middelalderen, af biskop Peder Vognsen, skænket til domkapitlet i Århus; senere kom gården til Christian Bielke, der også var ejer af Kærbygård. Hovedbygningen er opført i 1856.
Koldkærgård Gods er på 113,2 hektar

## Ejere af Koldkærgård
- (1203) Peder Vognsen
- (1203-1536) Århus Domkapitlet
- (1536-1679) Kronen
- (1679-1686) Christian Bielke
- (1686-1711) Otto Bielke
- (1711-1712) Beate Rosenkrantz gift Bielke
- (1712-1724) Jørgen Bielke
- (1724-1733) Ida Dorothea Rosenkrantz gift Bielke
- (1733-1746) Beate Dorothea Jørgensdatter Bielke gift (1) Stürup (2) Reenberg
- (1746-1750) Verner Rosenkrantz
- (1750-1751) Bertel Fædder
- (1751-1759) Ole Olesen
- (1759-1768) Edel Nielsdatter Secher gift Olesen
- (1768-1769) Ancher Jørgen Secher
- (1769-1800) Niels Secher
- (1800-1836) Knud Nielsen
- (1836-1850) Søren Sørensen / A. Basse
- (1850-1856) Chr. W. Hansen
- (1856-1857) J.L. Faurschou
- (1857-1858) C.G. Ramsing
- (1858-1883) H.R. Petersen
- (1883-1891) J.F.A. Leth
- (1891-1914) Axel Bech
- (1914-1930) F.G. Martins
- (1930) Jydsk Land-Hypotekforening
- (1930-1934) J. Lind Sørensen
- (1934-1935) Enke Fru Sørensen
- (1935-1937) J. Jensen / M. Sørensen
- (1937-1965) K. Dahl-Jensen
- (1965-) De Danske Landboforeninger / Dansk Familielandbrug

56°12′6″N 10°9′8″Ø / 56.20167°N 10.15222°Ø